# Sección de Boxeo del Real Madrid Club de Fútbol
La sección de Boxeo del Real Madrid Club de Fútbol, pese a permanecer extinta en la actualidad, es una de las secciones deportivas que ha cosechado grandes gestas para el club con los Campeonatos de Europa. Tuvo sus orígenes en los años 1920 cuando varios de sus integrantes se presentaron al Campeonato de Castilla, como Rafael Hernández Coronado.

## Historia
En la década de los cincuenta del siglo XX, Chamartín fue el cuadrilátero más visitado gracias a su sección de Boxeo, que contribuyó a la difusión de este deporte en España. Púgiles como "Young" Martín, Campeón de Europa de peso mosca, así como Fred Galiana, Campeón de Europa de peso pluma, contribuyendo de esta manera a la inmensa popularidad del boxeo en la década de los cincuenta (recibieron la insignia de brillantes del club).

## Históricos púgiles de la sección[4]
- Martín Marco Voto: Nació en Madrid el 5 de marzo de 1931, falleció el 16 de junio de 2006. Era conocido pugilísticamente como “Young Martin” y "El zurdo de Cuatro caminos". El 3 de octubre de 1955 en Nottingham (Reino Unido), conquista ante Dai Dower, el título europeo del peso mosca, venciendo por KO en el duodécimo asalto, versión EBU.[5][6]

- Exuperancio Galiana Díaz: Nació en Quintanar de la Orden (Toledo), el 2 de julio de 1931, falleció el 4 de julio de 2005. Conocido profesionalmente por “Fred Galiana”. El 3 de noviembre de 1955 en París, conquista ante Ray Famechon, el título de campeón de Europa del peso pluma, venciendo por RTD en el sexto asalto, versión EBU.

## Palmarés
Dos de los éxitos con los que puede presumir la sección radican en sus dos principales títulos, que aumentan todavía más si cabe, el gran prestigio del club merengue.
- 2 Campeonatos de Europa de boxeo

Peso Mosca: 1955.
Peso Pluma: 1955.
- Varios Campeonatos de España de boxeo

## Enlaces de interés
- Real Madrid Club de Fútbol
- Real Madrid de Baloncesto
- Secciones Históricas Desaparecidas del Real Madrid C. F. http://www.facebook.com/Secciones, en Facebook.